# 彼得·诺克
彼得·诺克（德語：Peter Nocke，1955年10月25日—），德国男子游泳运动员。他曾代表西德参加1976年夏季奥林匹克运动会游泳比赛，获得男子100米自由泳和男子4×100米混合泳接力铜牌。